# Lijst van encyclieken van paus Pius XI

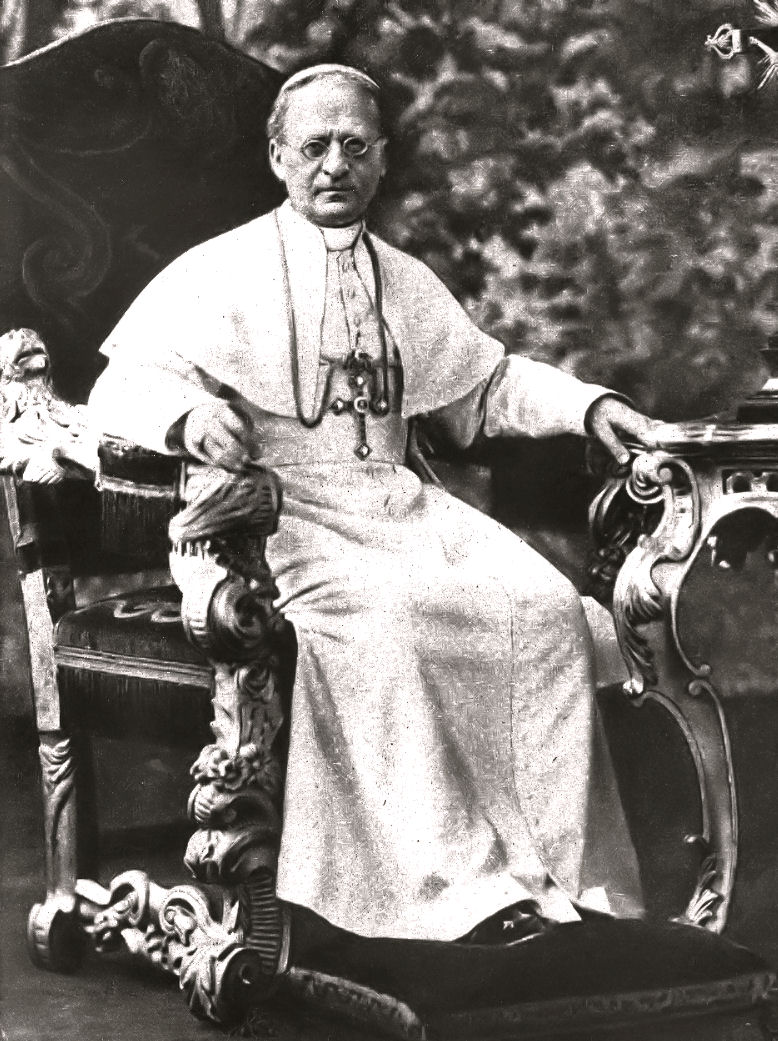
Paus Pius XI (ca. 1925)

De lijst van encyclieken van Pius XI telt de 31 encyclieken die in opdracht van paus Pius XI werden opgesteld, waarvan er 30 tijdens zijn pontificaat werden uitgevaardigd. Deze lange reeks van soms magistrale encyclieken heeft in vele opzichten richtinggevend gewerkt voor het katholieke denken en voelen.  De laatste encycliek Humani generis unitas werd vlak voor Pius' dood aan hem voorgelegd, maar nooit uitgebracht. Ook zijn opvolger, paus Pius XII, zou de encycliek nooit publiceren.
| Titel                       | Onderwerp                                                        | Datum               |
| --------------------------- | ---------------------------------------------------------------- | ------------------- |
| Ubi Arcano Dei Consilio     | De vrede en de christelijke samenleving                          | 23 december 1922    |
| Rerum omnium perturbationem | Sint Franciscus van Sales                                        | 26 januari 1923     |
| Studiorum Ducem             | Thomas van Aquino                                                | 29 juni 1923        |
| Ecclesiam Dei (admirabili)  | Sint Josafat Kuncewycz                                           | 12 november 1923    |
| Maximam Gravissimamque      | Het Franse episcopaat                                            | 18 januari 1924     |
| Quas Primas                 | Het Feest van Christus, de Koning                                | 11 december 1925    |
| Rerum ecclesiae             | Katholieke missies                                               | 28 februari 1926    |
| Rite Expiatis               | Franciscus van Assisi                                            | 13 april 1926       |
| Iniquis Afflictisque        | De vervolging van de Kerk in Mexico                              | 18 november 1926    |
| Mortalium Animos            | Religieuze eenheid                                               | 6 januari 1928      |
| Miserentissimus Redemptor   | Terugkeer naar het Heilig Hart                                   | 8 mei 1928          |
| Rerum Orientalium           | Bevordering van oosterse studies                                 | 8 september 1928    |
| Mens Nostra                 | Bevordering van de geestelijke oefeningen                        | 20 december 1929    |
| Quinquagesimo ante          | Ter gelegenheid van de viering van Pius’ 50-jarige priesterschap | 23 december 1929    |
| Divini Illius Magistri      | Katholiek onderwijs                                              | 31 december 1929    |
| Ad Salutem                  | Sint Augustinus                                                  | 30 april 1930       |
| Casti Connubii              | Over het christelijk huwelijk                                    | 31 december 1930    |
| Quadragesimo Anno           | Aanpassing van de sociale leer van de Katholieke Kerk            | 15 mei 1931         |
| Non abbiamo bisogno         | De Katholieke Actie in Italië                                    | 29 juni 1931        |
| Nova impendet               | De economische crisis                                            | 2 oktober 1931      |
| Lux Veritatis               | Het Concilie van Efese                                           | 25 december 1931    |
| Caritate Christi Compulsi   | Het Heilig Hart                                                  | 3 mei 1932          |
| Acerba animi                | De vervolging van de Kerk in Mexico                              | 29 september 1932   |
| Dilectissima Nobis          | De vervolging van de Kerk in Spanje                              | 3 juni 1933         |
| Ad Catholici Sacerdotii     | Het priesterschap                                                | 20 december 1935    |
| Vigilanti Cura              | De filmindustrie                                                 | 29 juni 1936        |
| Mit Brennender Sorge        | De Kerk en het Duitse Rijk                                       | 14 maart 1937       |
| Divini Redemptoris          | Het atheïstische communisme                                      | 19 maart 1937       |
| Nos es muy conocida         | De religieuze situatie in Mexico                                 | 28 maart 1937       |
| Ingravescentibus malis      | De Rozenkrans                                                    | 29 september 1937   |
| Humani generis unitas       | Antisemitisme, racisme en de vervolging van de Joden             | Nooit uitgevaardigd |